# Шевалле, Альбен де
Барон Альбен де Шевалле, полное имя Жозе́ф Бальтаза́р Авгу́ст Альбе́н д’Абе́ль де Шевалле́ (фр. Joseph Balthazar Auguste Albin d'Abel de Chevallet; 1812 год, Орпьер — 1858 год) — французский филолог, занимавшийся вопросами происхождения и формации французского языка и издавший трёхтомник своих изысканий (1850).

## Творчество
- «Traduction des fables de Phèdre» (Париж, 1840);
- «Origine et formation de la langue française» (3 т., Париж, 1850; 2 изд. 1858; сканы разных изданий).